# Carmelo Pantò
Carmelo Consolato Pantò (né le 17 juillet 1986, à Paternò) est un coureur cycliste italien, actif dans les années 2000 et 2010.

## Biographie
En septembre 2005, il est contrôlé positif aux stéroïdes anabolisants lors d'une course amateur. La fédération italienne le suspend durant deux années,. Il reprend ensuite la compétition en 2008 au Gragnano Sporting Club. Bon grimpeur, il s'impose notamment sur le Trophée international Bastianelli en 2010. Il termine également deuxième du Tour du Frioul-Vénétie julienne en 2011, tout en ayant remporté une étape. 

## Palmarès

### Par année
- 2004
  - 2e du Trofeo Emilio Paganessi
- 2005
  - Coppa la Bouganville
  - 2e du Trofeo Festa Patronale
- 2009
  - 2e du Gran Premio Chianti Colline d'Elsa
- 2010
  - Parme-La Spezia
  - Mémorial Giulio Bresci
  - Trophée international Bastianelli
- 2011
  - Trofeo Maria Santissima delle Grazie
  - La Ciociarissima
  - 4e étape du Tour du Frioul-Vénétie julienne
  - 2e du Tour du Frioul-Vénétie julienne
  - 2e de la Ruota d'Oro
  - 3e du Gran Premio Industria del Cuoio e delle Pelli
- 2012
  - Gran Premio Chianti Colline d'Elsa
  - Milan-Rapallo
  - 2e du Trophée international Bastianelli
  - 2e du Trofeo Comune di Lamporecchio
  - 3e de Florence-Viareggio

### Classements mondiaux
| Année           | 2010 | 2011 | 2012 |
| --------------- | ---- | ---- | ---- |
| UCI Europe Tour | 373e | 190e | 445e |